# Otto Kitzler
Otto Kitzler (Dresde, 16 mars 1834 – Graz, 6 septembre 1915) est un chef d'orchestre, violoncelliste et pédagogue saxon. 
Il est connu pour avoir enseigné l'orchestration au compositeur autrichien Anton Bruckner, entre 1861 et 1863, à Linz, où ce dernier est organiste depuis 1856.

## Biographie
Kitzler effectue ses études à Dresde avec Johann Schneider, J. Otto et Kummer pour le violoncelle, puis, avec une courte période en tant que professeur de musique à Eutin, il étudie au Conservatoire de Bruxelles avec Servais et Fétis. Il est ensuite violoncelliste à l'opéra de Strasbourg et Lyon (1855 et 1856). Puis chef de chœur, successivement à Troyes (1859–1860), Linz (1861–1863), Königsberg, Temesvár, Hermannstadt et enfin Brünn à partir de 1868, jusqu'à sa retraite, en 1906. Il est chef du théâtre (1865–1868), nommé à la direction de la société de musique (1868–1898) et de l'école de musique et pendant trente ans a été la figure centrale de la vie musicale locale, dirigeant la Passion selon saint Matthieu de Bach, Les Saisons de Haydn, la Missa Solemnis de Beethoven, le Requiem allemand de Brahms et occasionnellement Vltava de Smetana, la troisième symphonie de Dvořák, le concerto pour violon de Tchaïkovski.
Il a été le responsable de l'introduction de Bruckner à la musique de Richard Wagner (révélation de sa vie), ainsi que d'autres compositeurs du XIXe siècle. Bruckner a reçu l'impulsion décisive pour son indépendance créatrice. Les esquisses et compositions de Bruckner préparées pour Kitzler sont réunies dans le Kitzler-Studienbuch, qui « en raison de son inaccessibilité... a enregistré peu de notoriété dans le monde de la musique. »
Kitzler a écrit une musique funèbre « À la mémoire d'Anton Bruckner » [Trauermusik "Dem Andenken Anton Bruckners"], réorchestrée par Gerd Schaller (2012) et enregistrée par la Philharmonie Festiva, pour le label Profil Édition Günter Hänssler (PH13027). Parmi ses autres œuvres, on trouve de la musique pour orchestre, des pièces pour piano, des lieder…
Ses souvenirs musicaux (Musikalische Erinnerungen, 1904) contiennent des lettres de Wagner, Bruckner et Brahms.